# Provval
Provval är i Sverige det val partierna internt genomför för att kunna rangordna de personer i partiet som stället upp i valen på Europaparlaments-, riksdags-, landstings- och kommunlistor. Endast medlemmarna i respektive parti har möjlighet att rösta i provvalet. Provvalet är i allmänhet endast rådgivande, och den slutliga listplaceringen bestäms på en nomineringsstämma eller liknande möte.
Svenska kyrkan har en form av provval i samband med ärkebiskopsvalet